# Maya Detiège
Maya Detiège (Antwerpen, 30 augustus 1967) is een Belgische politica voor Vooruit.

## Levensloop
Maya Detiège is de dochter van de voormalige burgemeester van Antwerpen, Leona Detiège, en kleindochter van politicus Frans Detiège.
Detiège is apotheker van opleiding, ze behaalde in 1991 haar licentie in de farmaceutische wetenschappen aan de Universiteit Antwerpen. Na haar studies was ze van 1991 tot 1993 reizend apotheker bij het Huis Der Mutualisten en van 1993 tot 1994 wetenschappelijk medewerkster bij het farmaceutisch bedrijf Farmix. Vervolgens was ze van 1994 tot 1998 apotheker-provisor bij apotheek Multipharma, van 1998 tot 2000 farmaceutisch adviseur bij Multipharma-Ophaco en ten slotte van 2001 tot 2003 hoofdapotheker bij het Nationaal Verbond van Socialistische Mutualiteiten. Tevens was ze van 1997 tot 2003 lid van de Vlaamse Gezondheidsraad en de Vlaamse adviesraad voor erkenning van verzorgingsvoorzieningen en van 1999 tot 2001 adjunct-secretaris van de Vereniging der Coöperatieve Apotheken van België.
Ze trad in de politieke voetsporen van haar moeder en grootvader en was van 1995 tot 1997 politiek secretaris voor de Jongsocialisten in het gewest-Antwerpen. Haar eerste verkozen mandaat was dat van provincieraadslid in de provincie Antwerpen, een functie die ze bekleedde van oktober 2000 tot juni 2003. Van 2001 tot 2002 was ze ook lid van de districtsraad van Antwerpen. 
In juni 2003 kwam Detiège als eerste opvolger in de kieskring Antwerpen in de Kamer van volksvertegenwoordigers terecht, waar ze bleef zetelen tot in mei 2019. Van 2013 tot 2014 was ze in de Kamer voorzitter van de commissie volksgezondheid, leefmilieu en maatschappelijke hernieuwing. Van januari 2007 tot december 2018 was ze ook lid van de gemeenteraad van Antwerpen. Sinds januari 2019 is ze opnieuw districtsraadslid van Antwerpen.
Detiège werd lid van het partijbureau van sp.a. In het najaar van 2011 werd Detiège aangesteld als fractieleider van de socialistische fractie in het Benelux-parlement. In 2013 werd ze er ondervoorzitster, in 2015 voorzitster en van 2017 tot 2019 opnieuw ondervoorzitster van dit parlement.
Bij federale verkiezingen van 2014 behaalde ze 19.111 voorkeurstemmen vanop de derde plaats op de kieslijst voor de kieskring Antwerpen, bijna tienduizend meer dan de nummer twee op de kieslijst, David Geerts. Ze werd verkozen. Bij de verkiezingen van 2019 kreeg Detiège de vierde plaats op de Antwerpse sp.a-lijst voor het Vlaams Parlement. Hoewel ze het tweede hoogste aantal voorkeurstemmen behaalde, raakte ze niet verkozen.
Bij de lokale verkiezingen van oktober 2024 werd ze herkozen als districtsraadslid. Begin 2025 werd Maya Detiège voorzitter van de Antwerpse districtsraad.

## Ereteken
- 2019: Officier in de Leopoldsorde[12]

## Privé
Detiège vormde enkele jaren een koppel met televisiefiguur en presentator Chris Dusauchoit. Daarna had ze tot april 2017 een relatie met model en acteur Bruno Mazereel.